# 民主化実践家族運動協議会
民主化実践家族運動協議会（민주화실천가족운동협의회、みんしゅかうんどうかぞくうんどうきょうぎかい）は、軍事開発独裁政権中期から後半（1961～1988年）時代の韓国において民主化運動に取り組んで拘束された良心囚の家族達が良心囚救援を目的に、1985年12月12日に結成した社会運動団体である。略称は「民家協」

## 設立の経緯
維新体制下の政治弾圧事件である民青学連事件を契機として1974年に結成された「拘束者家族運動協議会」を母体に、南朝鮮民族解放戦線準備委員会事件（南民戦事件）や在日韓国人スパイ団事件など、朴正煕政権時代から政治的迫害を受けてきた良心囚の家族たちと、全斗煥政権時代の1980年代前半において民主化闘争を戦い拘束された数多くの学生達の家族らが集って結成された。

## 目的と活動
開発独裁政権下で、拘束された青年や学生、労働者などの民主的人士が捜査機関や矯導所において拷問などで深刻な人権侵害を受けている状況を社会に告発すると共に、良心囚の釈放、国家保安法など諸般の悪法廃止、拷問追放と人権実現、社会の民主化、民族統一のために活動することを目的としている。
- 民家協がこれまでに取り組んだ主な活動
  - 良心囚釈放と国家保安法撤廃のための木曜集会（1993年～）
  - 良心囚のための誌と歌の夕べ開催／市民歌謡祭（1998年～）
  - 良心囚釈放のためのキャンペーン
  - 拷問警察捜査官であるイ・グナン懸賞手配キャンペーン（1989年）
  - 矯導所人権蹂躙事態とそれに関する矯導所抗議訪問
  - 逮捕拘束関連捜査機関への抗議訪問など緊急行動
  - 良心囚釈放基金準備バザー実施